# Rial ARC1
Chronologie des modèles (1988)
Rial ARC2
La Rial ARC1 est la monoplace de Formule 1 engagée par l'écurie allemande Rial Racing dans le cadre du championnat du monde de Formule 1 1988. Elle est pilotée par l'Italien Andrea De Cesaris. Elle est propulsée par un moteur V8 Ford-Cosworth DFZ.

## Historique
La Rial ARC1 est conçue par l'ingénieur autrichien Gustav Brunner. Elle se distingue par des pontons très bas et s'inspire de la Ferrari F1-87 qu'il avait développée pour la Scuderia Ferrari. De fait, les observateurs surnomment rapidement la nouvelle voiture la « Ferrari bleue ». L'écurie allemande n'engage qu'un seul châssis, confié à l'Italien Andrea De Cesaris, soutenu par le cigarettier Marlboro.
À son volant, Andrea De Cesaris parvient régulièrement à se qualifier en milieu de peloton, mais les importants problèmes de fiabilité ne lui permettent de rallier l'arrivée qu'à deux reprises en seize engagements et de n'être classé qu'à quatre reprises. L'Italien réalise sa meilleure performance lors du Grand Prix de Détroit, où, qualifié en douzième position, il termine quatrième, marquant les trois premiers points de l'histoire de Rial,. En outre, il s'agit de la première fois que De Cesaris achève une course depuis le Grand Prix du Mexique 1986.
Néanmoins, le tempérament tempétueux de Gunther Schmidt, le propriétaire de l'écurie, pousse Gustav Brunner à démissionner et rejoindre Zakspeed peu avant le Grand Prix de Grande-Bretagne, tandis que De Cesaris presse son agent, Aleardo Buzzi, de lui trouver un autre volant pour la saison 1989.
Au terme du championnat, Rial Racing se classe neuvième du championnat du monde des constructeurs avec trois points. Andrea De Cesaris est quinzième du championnat du monde des pilotes avec trois points.

## Résultats en championnat du monde de Formule 1
| Saison | Écurie      | Moteur               | Pneumatiques | Pilotes           | Courses | Courses | Courses | Courses | Courses | Courses | Courses | Courses | Courses | Courses | Courses | Courses | Courses | Courses | Courses | Courses | Points inscrits | Classement |
| Saison | Écurie      | Moteur               | Pneumatiques | Pilotes           | 1       | 2       | 3       | 4       | 5       | 6       | 7       | 8       | 9       | 10      | 11      | 12      | 13      | 14      | 15      | 16      | Points inscrits | Classement |
| ------ | ----------- | -------------------- | ------------ | ----------------- | ------- | ------- | ------- | ------- | ------- | ------- | ------- | ------- | ------- | ------- | ------- | ------- | ------- | ------- | ------- | ------- | --------------- | ---------- |
| 1988   | Rial Racing | Ford-Cosworth DFZ V8 | Goodyear     |                   | BRÉ     | SMR     | MON     | MEX     | CAN     | DET     | FRA     | GBR     | ALL     | HON     | BEL     | ITA     | POR     | ESP     | JAP     | AUS     | 0               | 9e         |
| 1988   | Rial Racing | Ford-Cosworth DFZ V8 | Goodyear     | Andrea De Cesaris | Abd     | Abd     | Abd     | Abd     | 9e*     | 4e      | 10e     | Abd     | 13e     | Abd     | Abd     | Abd     | Abd     | Abd     | Abd     | 8e*     | 0               | 9e         |

Légende : ici
* Le pilote n'a pas terminé par la course, mais est classé pour avoir réalisé plus de 90% de la distance de course.